# Sveriges U23-damlandslag i fotboll
Sveriges U23-damlandslag i fotboll är ett av de landslag som representerar Sverige i fotboll för damer sedan 2007. Rollen som förbundskapten innehar sedan december 2021 Martin Möller från Sigtuna. Möllers företrädare var Renée Slegers som i juni 2021 lämnade rollen som förbundskapten för det svenska U23-landslaget. Anledningen berodde på att Slegers tackat ja för rollen som huvudtränare för det damallsvenska laget FC Rosengård. 
I väntan på att en ny förbundskapten skulle tillsättas blev, från och med den 30 juli till den 9 december 2021, tidigare tränare Martin Möller från Sigtuna tillförordnad förbundskapten.
Den 9 december 2021 presenterades den tillförordnade förbundskaptenen Martin Möller som ordinarie förbundskapten för det svenska U23-landslaget och tillträdde vid årsskiftet 2021/22. 

## Förbundskaptener
- Anneli Andersén (2014–2017)[3][4]
- Ulf Kristiansson (2018–2021)[5]
- Reneé Slegers (2021)[1]
- Martin Möller[6] (2021–nu)

## Ledarstab (2023)
| Roll                        | Namn               | Nationalitet |
| --------------------------- | ------------------ | ------------ |
| Förbundskapten              | Martin Möller      | Sverige      |
| Assisterande förbundskapten | Johanna Almgren    | Sverige      |
| Målvaktstränare             | Sofia Lundgren     | Sverige      |
| Läkare                      | Caroline Kihlström | Sverige      |
| Fystränare                  | Jonatan Berg       | Sverige      |
| Fysioterapeut               | Åsa Lönnqvist      | Sverige      |
| Analytiker                  | Anders Wasserman   | Sverige      |
| Koordinator                 | Anna Nyström       | Sverige      |
| U23- och flicklandslagschef | Yvonne Ekroth      | Sverige      |

## Spelartrupp (2022)[9]
| Namn                      | Nuvarande klubb          | Nationalitet | Matcher | Mål | Målvakt |
| ------------------------- | ------------------------ | ------------ | ------- | --- | ------- |
| Moa Edrud                 | Arna-Bjørnar Fotball     | Sverige      | 1       | 0   | X       |
| Angel Mukasa              | FC Rosengård             | Sverige      | 4       | 0   | X       |
| Josefin Harrysson         | Kristianstads DFF        | Sverige      | 5       | 0   |         |
| Ebba Hed                  | Madrid CFF               | Sverige      | 17      | 1   |         |
| Hanna Lundkvist           | Atletico Madrid          | Sverige      | 6       | 0   |         |
| Somna Polozen             | FC Rosengård             | Sverige      | 0       | 0   |         |
| Wilma Carlsson            | Umeå IK FF               | Sverige      | 5       | 0   |         |
| Josefine Harrysson        | Kristianstads DFF        | Sverige      | 5       | 0   |         |
| Molly Johansson           | BK Häcken FF             | Sverige      | 2       | 0   |         |
| Agnes Nyberg              | AIK Fotboll AB           | Sverige      | 1       | 0   |         |
| Alva Selerud              | Linköpings FC            | Sverige      | 2       | 0   |         |
| Cornelia Kapocs           | Linköpings FC            | Sverige      | 11      | 2   |         |
| Wilma Wärulf              | IF Brommapojkarna        | Sverige      | 1       | 0   |         |
| Nellie Lilja              | Djurgårdens IF Fotboll   | Sverige      | 18      | 0   |         |
| Marika Bergman Lundin     | BK Häcken FF             | Sverige      | 2       | 0   |         |
| Paulina Nyström           | Eskilstuna United DFF    | Sverige      | 8       | 1   |         |
| Felicia Saving            | Eskilstuna United DFF    | Sverige      | 5       | 0   |         |
| Matilda Eriksson Kristell | Brøndby IF               | Sverige      | 2       | 0   |         |
| Evelyn Ijeh               | Växjö DFF AB             | Sverige      | 2       | 0   |         |
| Loreta Kullashi           | FC Rosengård             | Sverige      | 17      | 4   |         |
| Beata Olsson              | Florida State University | Sverige      | 3       | 2   |         |
| Stinalisa Johansson       | Djurgårdens IF Fotboll   | Sverige      | 4       | 0   |         |
| Paulina Nyström           | Eskilstuna United DFF    | Sverige      | 8       | 1   |         |
| Beatrice Persson          | Brøndby IF               | Sverige      | 2       | 0   |         |
| Linn Vickius              | Eskilstuna United DFF    | Sverige      | 2       | 0   |         |
| Wilma Öhman               | KIF Örebro DFF           | Sverige      | 11      | 4   |         |